# 南少林寺遗址
南少林寺遗址，又名“镇国东禅寺”，位于中国福建省泉州市丰泽区东湖街道少林社区仁风街19号，是南少林可能的所在地。
镇国东禅寺始建于唐僖宗乾符年间，广明元年（880年）賜名。该寺位于泉州东门外，规模庞大，鼎盛时有十三进。此后历朝多次被毁又多次重建。1992年在原址复建，保留了传统的闽南寺庙建筑风格。1992年9月，南少林寺遗址公布为第三批泉州市文物保护单位。